# Kurtna (Saku)
Kurtna – wieś w Estonii, w prowincji Harju, w gminie Saku.